# Akro
Akro, de son vrai nom Thomas Duprel, est un rappeur belge. Il est membre du groupe Starflam, et auteur de quatre albums solo incluant L'encre, la sueur et le sang (2006), Akro au crunk (2007), Bleu électrique (2011) et Quadrifolies (2015).

## Biographie

### Débuts et Starflam
Influencé par MC Solaar, IAM, NTM et le programme Yo MTV Raps[réf. nécessaire] qui connaît un certain succès aux États-Unis au début des années 1990, Akro écrit ses premières rimes et enregistre deux titres sur la compilation Fidèles au vinyl. Il devient membre du groupe Malfrats Linguistiques en duo avec Monsieur R, qui sévit ensuite au sein du groupe français Ménage à Trois. À la suite du départ de R et de l'arrivée d’autres membres, Starflam est formé en 1996. Après un premier album éponyme publié en 1997, le groupe parvient à publier son second opus Survivant au label EMI en 2001, certifié disque de platine en Belgique. Il s’ensuit une tournée française et suisse sur le Tour d'espoir d'Assassin. 
En septembre 2003, le crew prend le marché de front en intitulant son troisième LP Donne-moi de l'amour. Suivra le DVD Faites du bruit du groupe en live (notamment à L'Olympia et FrancoFolies de Montréal) et un best-of qui contient deux inédits enregistrés spécialement pour l’AB. En été 2015, Starflam foule les scènes des plus grands festivals (Couleur Café, Dour, Les Ardentes, Esperanzah) et vise un Octave de la musique dans la catégorie de « meilleur concert de l’année ». 

### Carrière solo
Au niveau discographique, Akro sort en 2006 un premier album solo L’encre, la sueur et le sang chez Universal Music, qui lui permet, avec des titres comme Loterie et Bitches from Brussels d’explorer une facette personnelle qui n’aurait pu éclore en groupe[réf. souhaitée]. 
En 2007, surfant sur la vague crunk qui déferle aux États-Unis et dans les clubs, Akro distribue Akro au crunk en compagnie d’un artiste encore méconnu pour l'époque, Stromae, et de James Deano. Akro donne un nouveau souffle à sa carrière en 2011 avec l’album Bleu électrique, qui deviendra le nom de son label. L’ouverture musicale vers le blues, le reggae et le rock est amorcée. Le premier single Dans mon ordinateur, enregistré par bruits de PC et Mac, accompagné d’un clip en stop motion (Robotic Works) recevra un bon accueil en radio et sur les réseaux sociaux naissants. Fort d’un voyage en Jamaïque, où il tourne Respect avec la « reine » du dancehall Stacious, et d’un autre tournage de clip à New York pour le titre Mon hip-hop, Akro commence à s’impliquer dans la réalisation vidéo. L'album contient également la chanson Bruxelles plurielle. 
En été 2015, il participe au festival d'été Couleur Café. À la fin de 2015, Akro prête sa voix à Oxfam, pour un documentaire international sur le réchauffement climatique, et est le parrain de l'ONG Mémisa, qui lutte pour l’accès aux soins de santé en Afrique.
La même année, les internautes peuvent suivre le making-of de Quadrifolies futur album-concept au travers de plusieurs capsules vidéo. Quadrifolies, publié chez Sony Music le 16 décembre 2015, pose, sur trame quadrichromique, les questions d’une génération qui a un pied dans la quarantaine, des questions de père, de défense de la femme, d’homme en équilibre au milieu de sa vie. L'album est décliné sous forme de quatre maxis de trois titres qui sont complémentaires. Le bleu pour succéder à Bleu électrique et faire swinguer les guitares (Les femmes sont là feat. Marie Warnant, qui recevra un superbe accueil en radio et sur le net), le jaune pour des titres dansants comme Ne jamais dire jamais où Akro incite les gens à ne jamais renoncer à leurs rêves, le rose pour le côté années 1980 (Mémoire vive, On chillait feat. DJ Daddy K) et enfin le noir pour le côté plus sombre qui referme cet album. En 2016, Akro reçoit un Octave de la musique dans la catégorie « Musiques urbaines » pour Quadrifolies.
En 2016, Akro rejoint la RTBF pour créer en dix mois un média numérique consacré aux arts populaires urbains et destiné aux 15-24 ans, Tarmac.

## Discographie

### Albums collaboratifs
- 1997 : Starflam (avec Starflam)
- 2001 : Survivant (avec Starflam)
- 2003 : Donne-moi de l'amour (avec Starflam)